# Апаратне прядіння
Апара́тне пряді́ння — система прядіння, яка застосовується для виготовлення пряжі низьких номерів (товстої) з нерівномірних за довжиною і тонкістю волокон, а також з коротких волокон і відходів виробництва та сумішей різних волокон.
Пряжа, виготовлена апаратним способом, відрізняється рихлістю і пухнатістю, що необхідно для вироблення повстяноподібних (суконних), начісних (бумазейних, байкових) та інших видів тканини.